# Københavns Museum

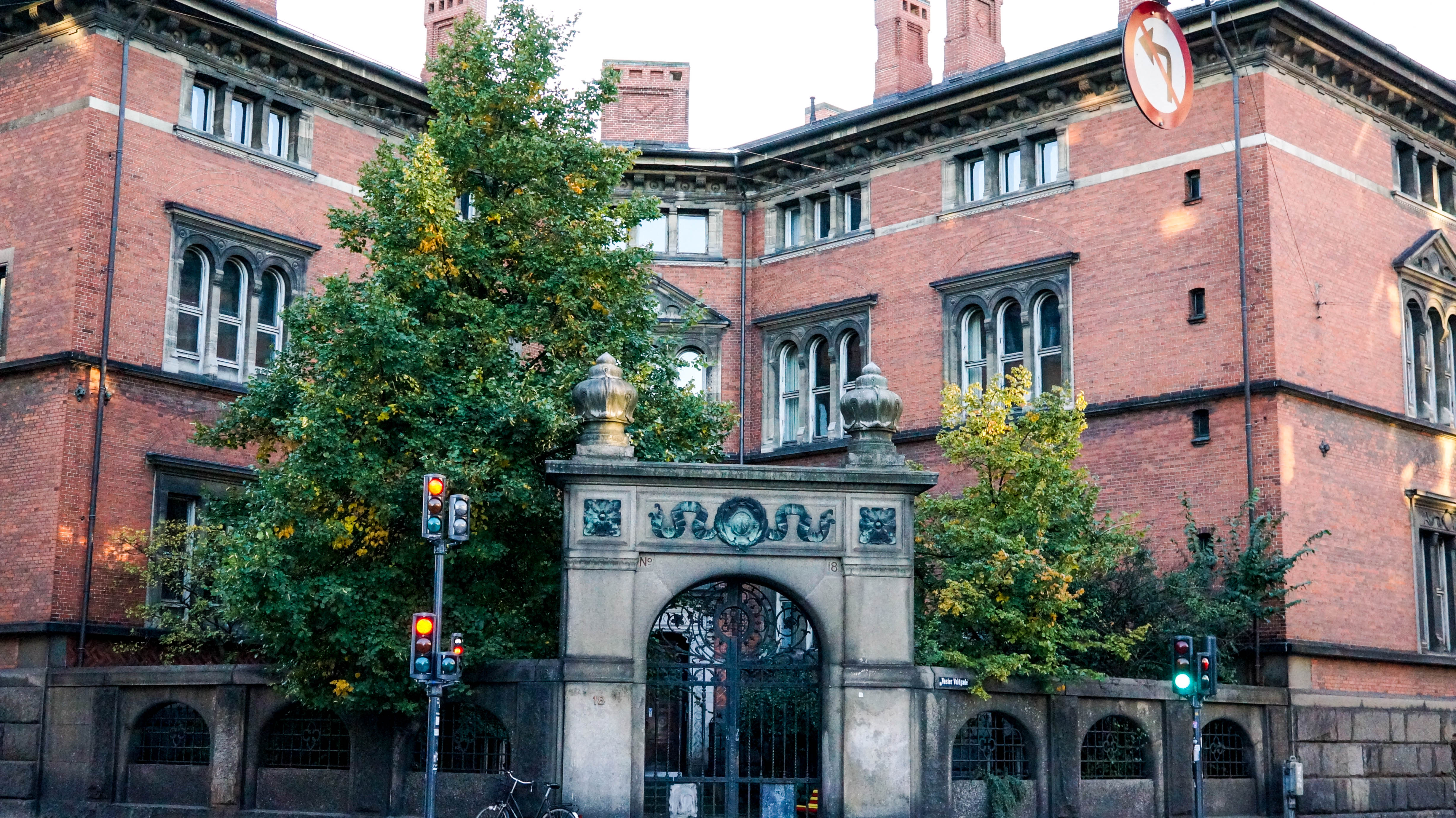
Sinds 2019 is het museum gevestigd aan de Stormgade 18 bij de Vester Voldgade

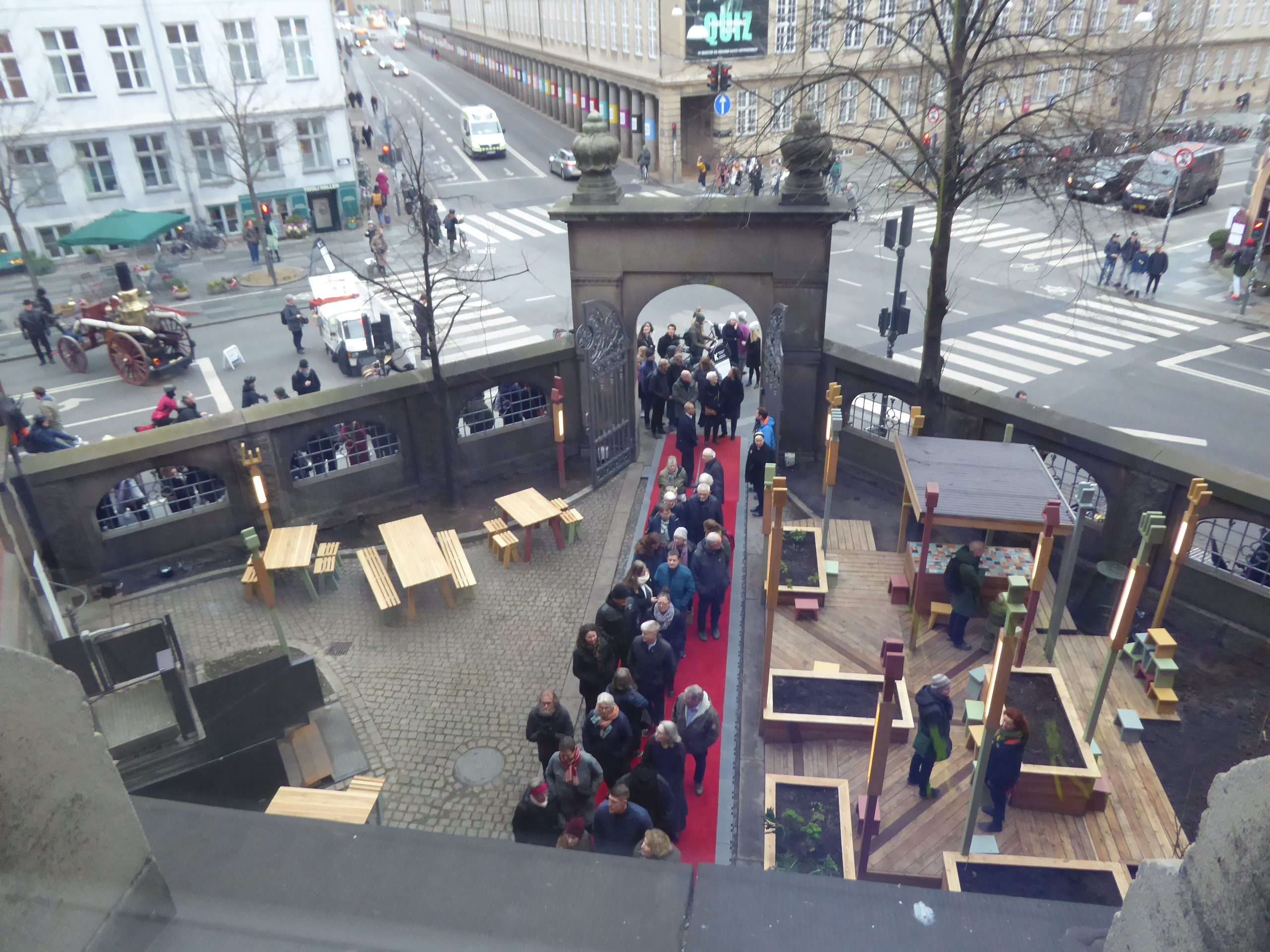
Openingsdag 7 februari 2020

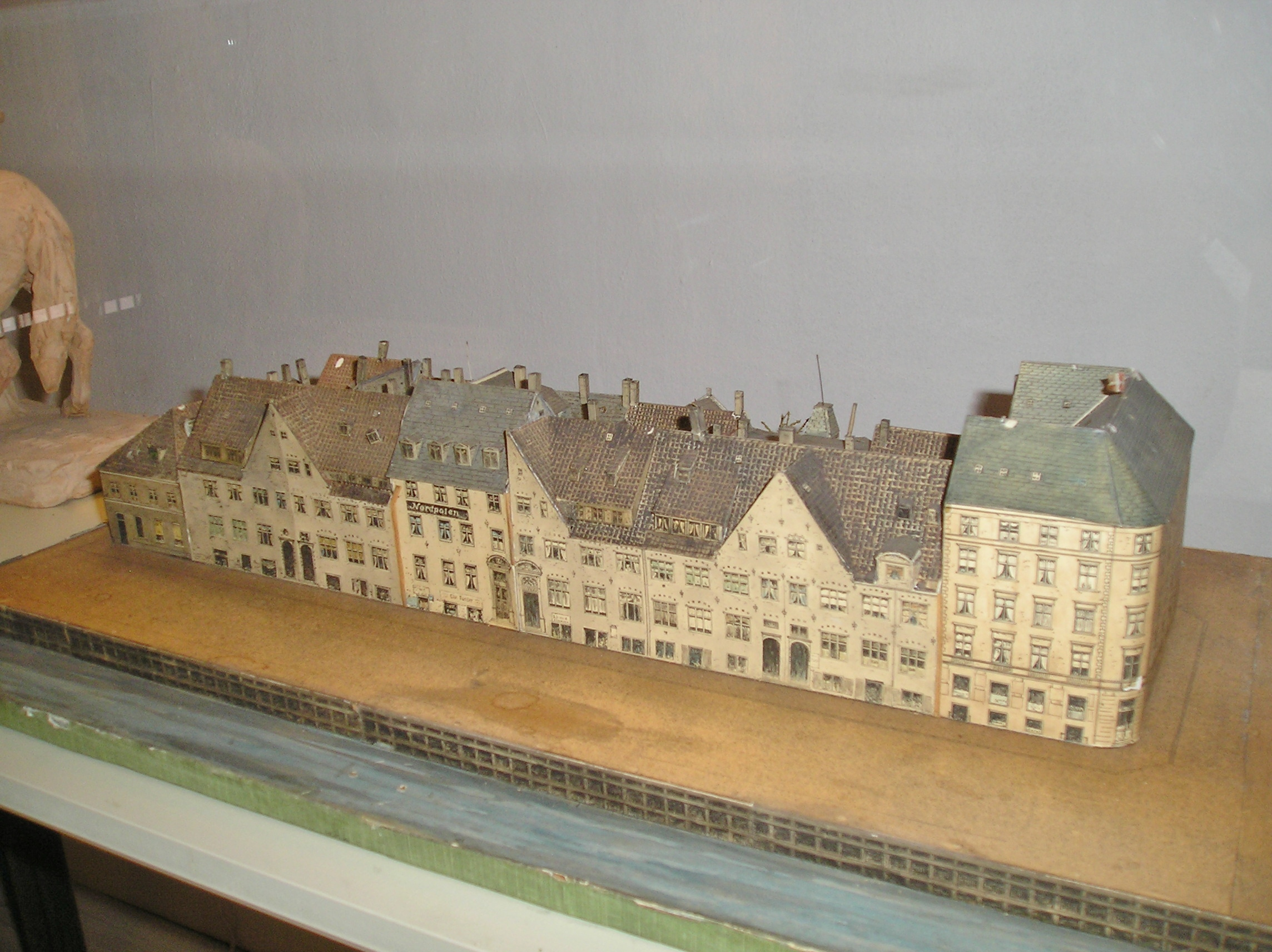
Københavns Museum: model van De seks Søstre (De zes zusters), zes huizen die op Slotsholmen stonden van ± 1650 tot 1901

Københavns Museum (tot 2010 Københavns Bymuseum geheten) aan de Stormgade is het officiële museum van de stad Kopenhagen. Het documenteert de geschiedenis van Kopenhagen van de twaalfde eeuw tot op heden.

## Geschiedenis
Het museum werd opgericht in 1901. Vanaf 1925 huisde het op de zolder van het Stadhuis van Kopenhagen aan Rådhuspladsen. Na de Tweede Wereldoorlog kocht de gemeente Kopenhagen een gebouw aan de Vesterbrogade, dat een schietvereniging (Det kongelige Kjøbenhavnske Skydeselskab og danske Broderskab) in 1787 had laten bouwen naar ontwerp van Johan Henrich Brandemann. De bijbehorende schietbaan werd een park en het gebouw werd in 1956 ingericht als museum. Voor de ingang was een grote maquette van het middeleeuwse Kopenhagen aangebracht.

## Verhuizing
De museumdirecteur is sinds 2015 Maria-Louise Jacobsen. In dat jaar werd het gebouw aan de Vesterbrogade verlaten en in 2019 betrok het museum een nieuw onderkomen aan de Stormgade in de Indre By. In dit gebouw uit 1901 was vroeger de voogdijraad gevestigd. De officiële heropening vond plaats op 7 februari 2020 met een tentoonstelling gewijd aan de schilder Paul Fischer (1860-1934), die vele stadsgezichten van Kopenhagen heeft gemaakt.

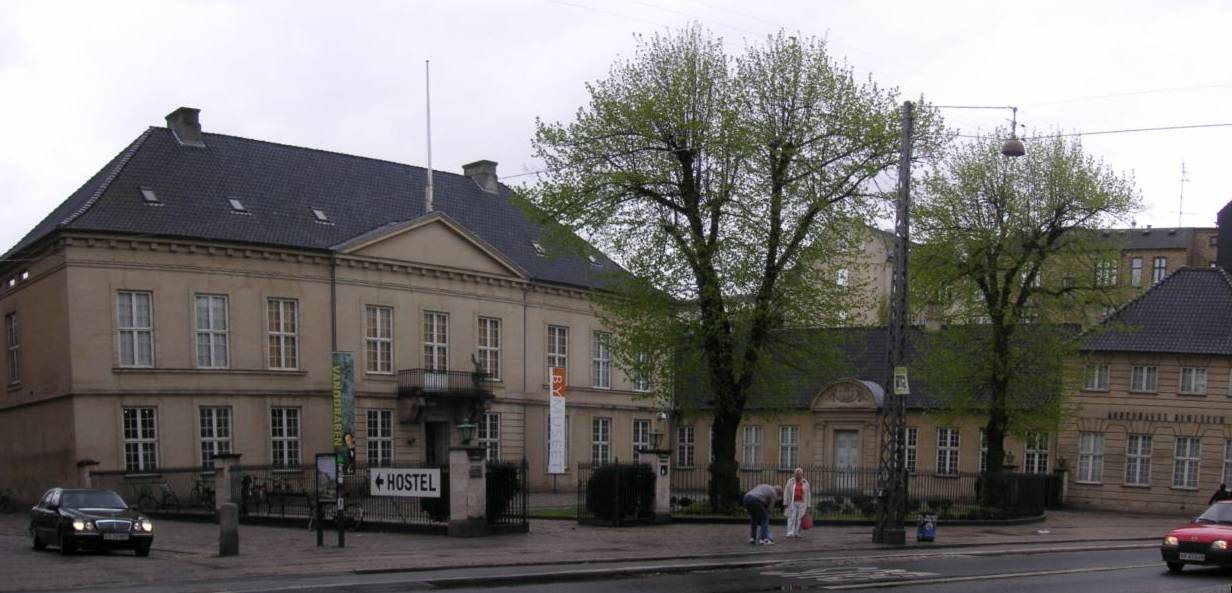
Het vroegere museum (1956-2015) aan de Vesterbrogade
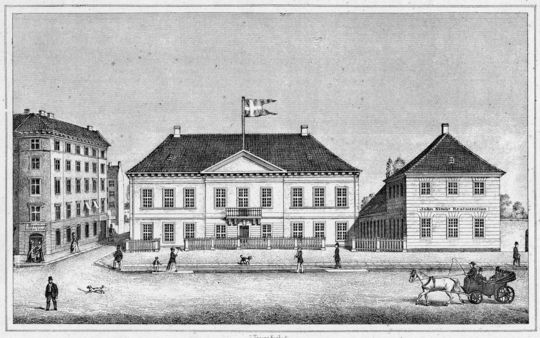
Het gebouw van de schietvereniging in 1888

- Gemeinsame Normdatei: 1030744-8
- International Standard Name Identifier: 0000 0004 4912 723X
- Library of Congress Control Number: n80086345
- Virtual International Authority File: 148380335